# Westensee (település)
Westensee település Németországban, Schleswig-Holstein tartományban. Lakosainak száma 1545 fő (2023. december 31.). Westensee Groß Vollstedt községgel határos.

## Népesség
A település népességének változása:
| Lakosok száma | 1073 | 1593 | 1597 | 1545 | 1572 | 1545 |
|               | 1975 | 2017 | 2019 | 2021 | 2022 | 2023 |